# Sankt Stefans kloster, Jolfa
Sankt Stefans kloster (Maghartavank) är ett armenisk-apostoliskt kloster beläget i en djup kanjon längs floden Arax på den iranska sidan på gränsen mellan Azerbajdzjan och Iran, omkring 15 km nordväst om staden Jolfa i Östazarbaijan i den nordvästra delen av landet.
Klostret är helgat åt den kristna diakonen och martyren Sankt Stefan.

## Historia
Sankt Stefans kloster byggdes på 800-talet och återuppbyggdes under Safavidernas era efter att flera jordbävningar skadat den.

### Världsarv
Klostret är sedan 2008 uppsatt på Unescos världsarvslista.

## Bilder

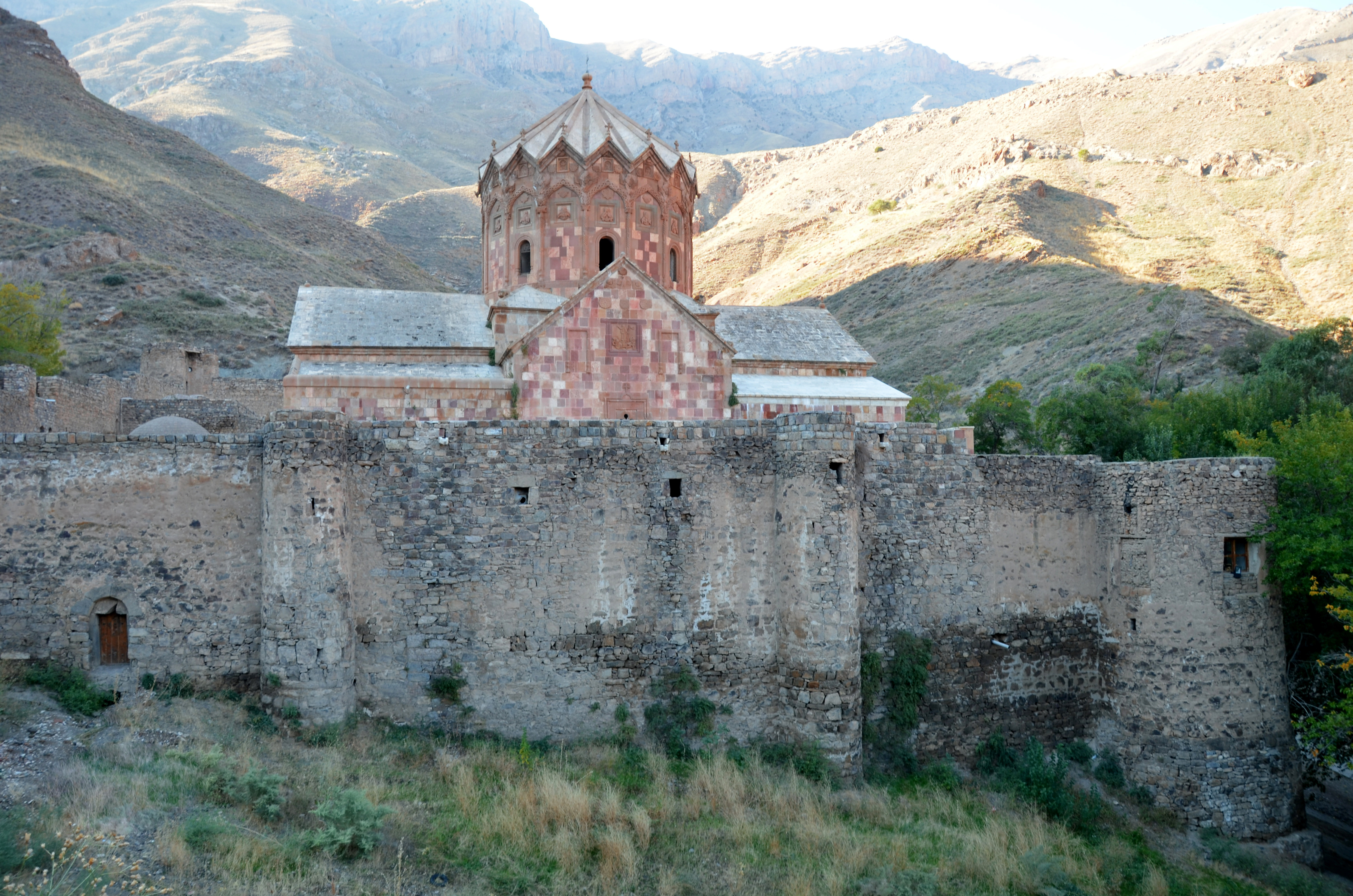
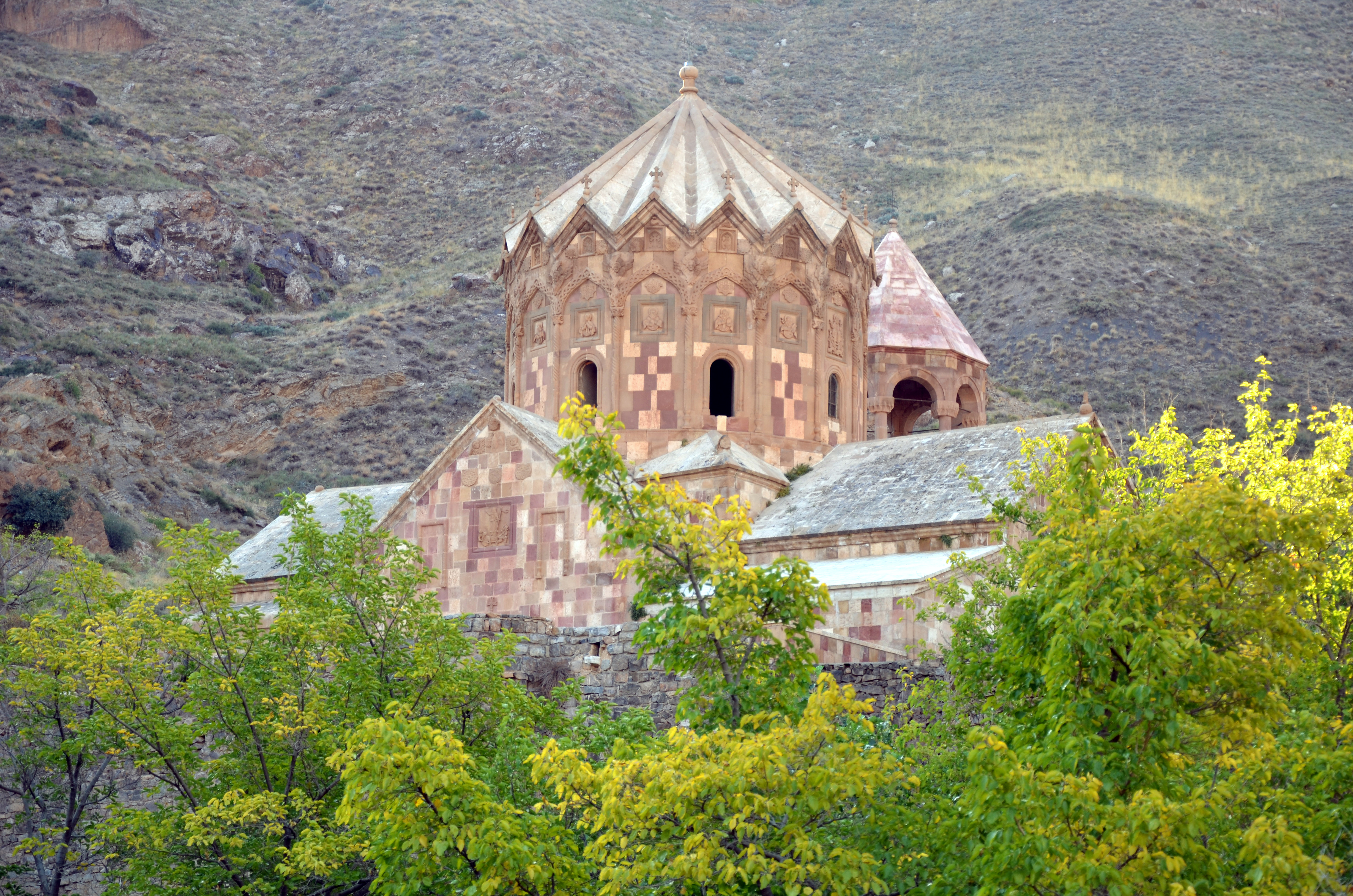
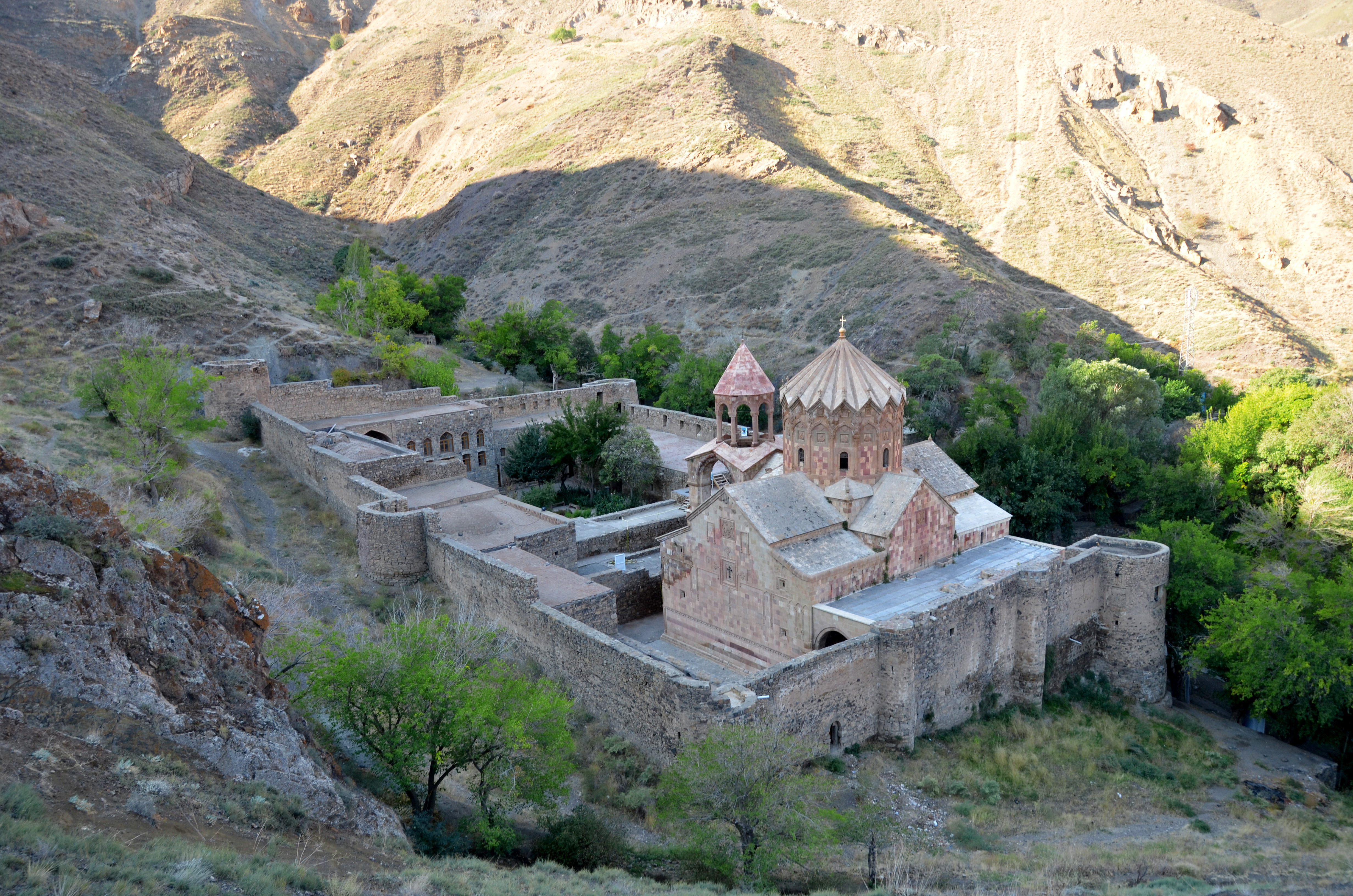
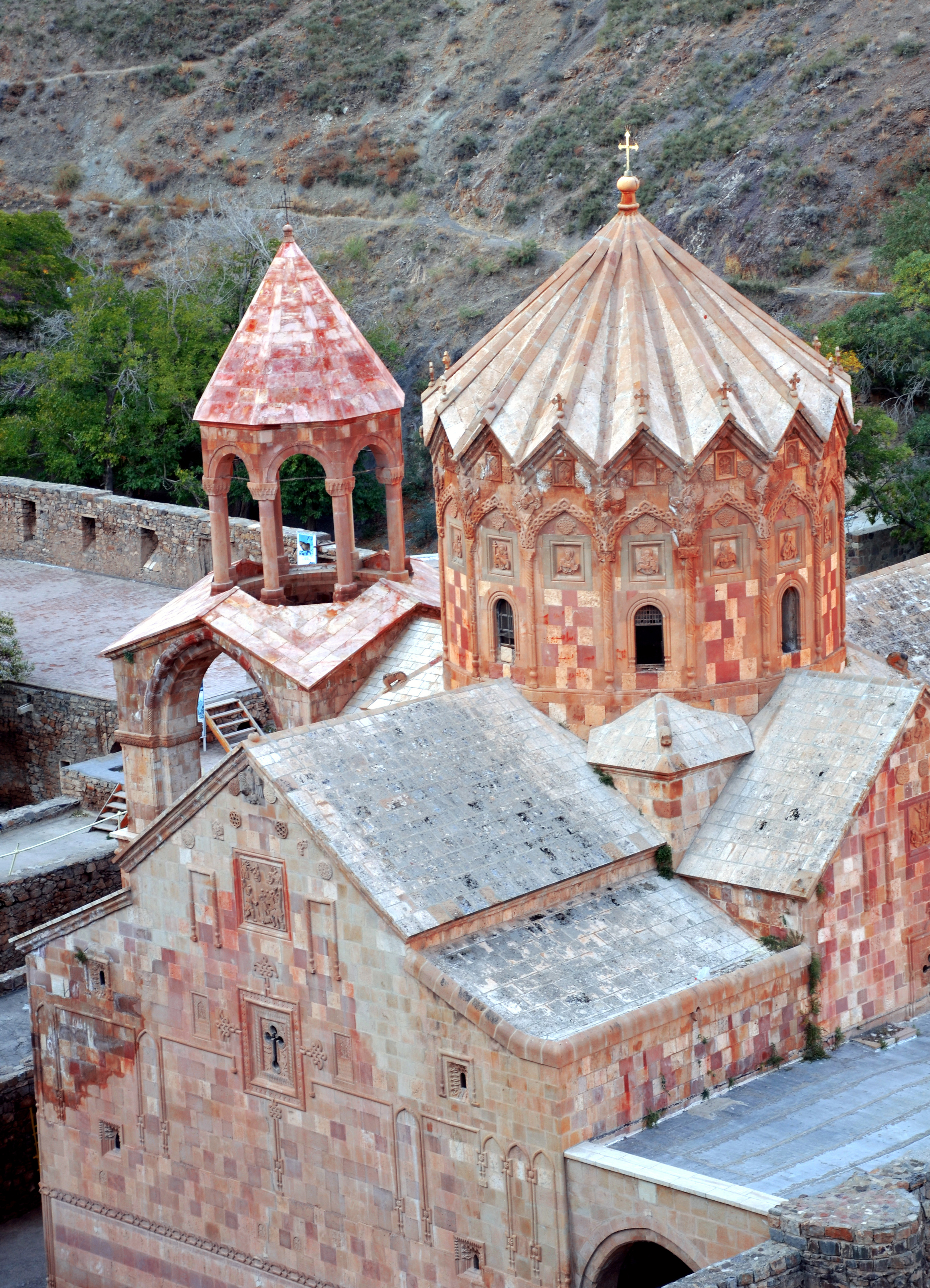
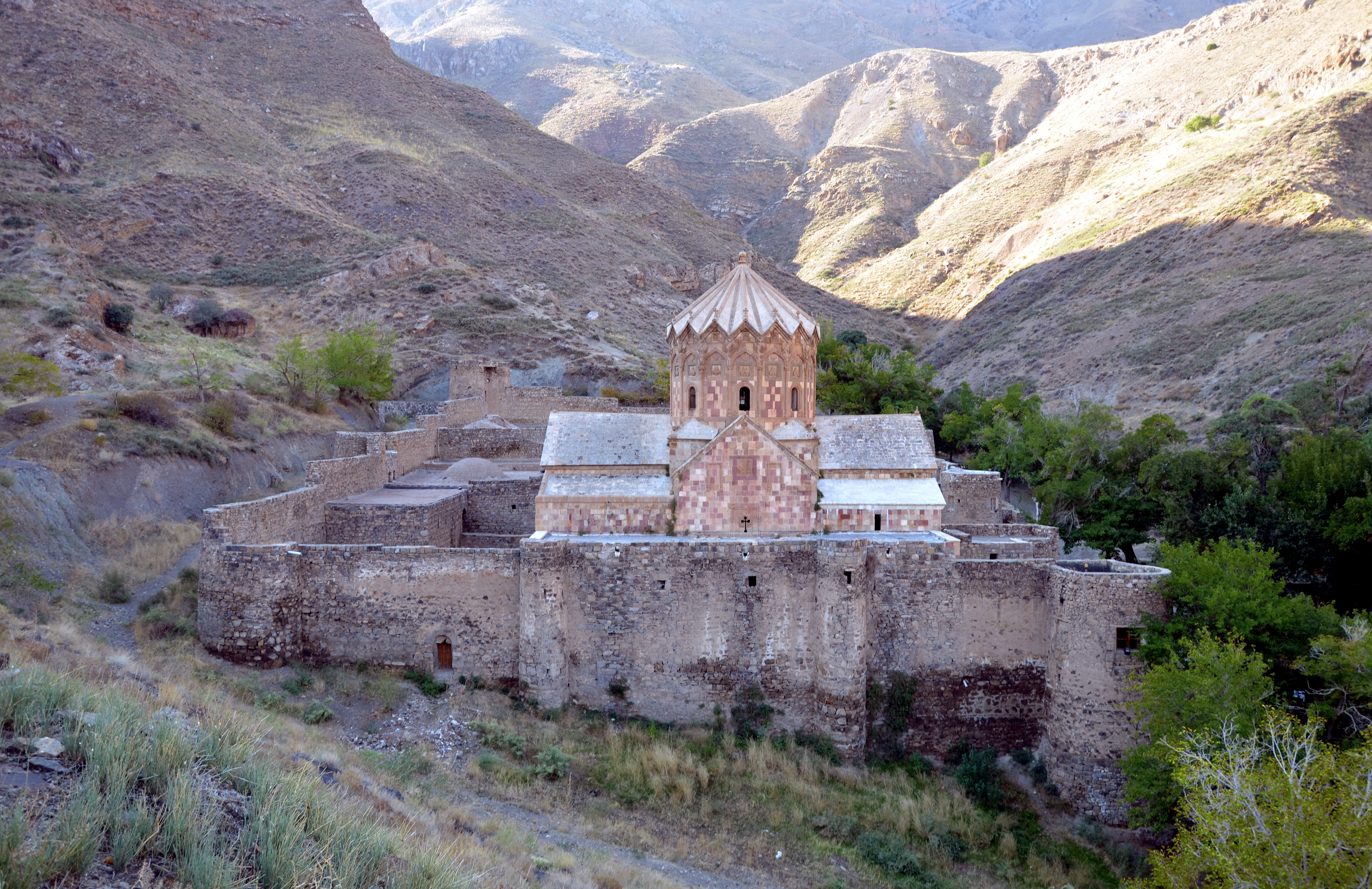
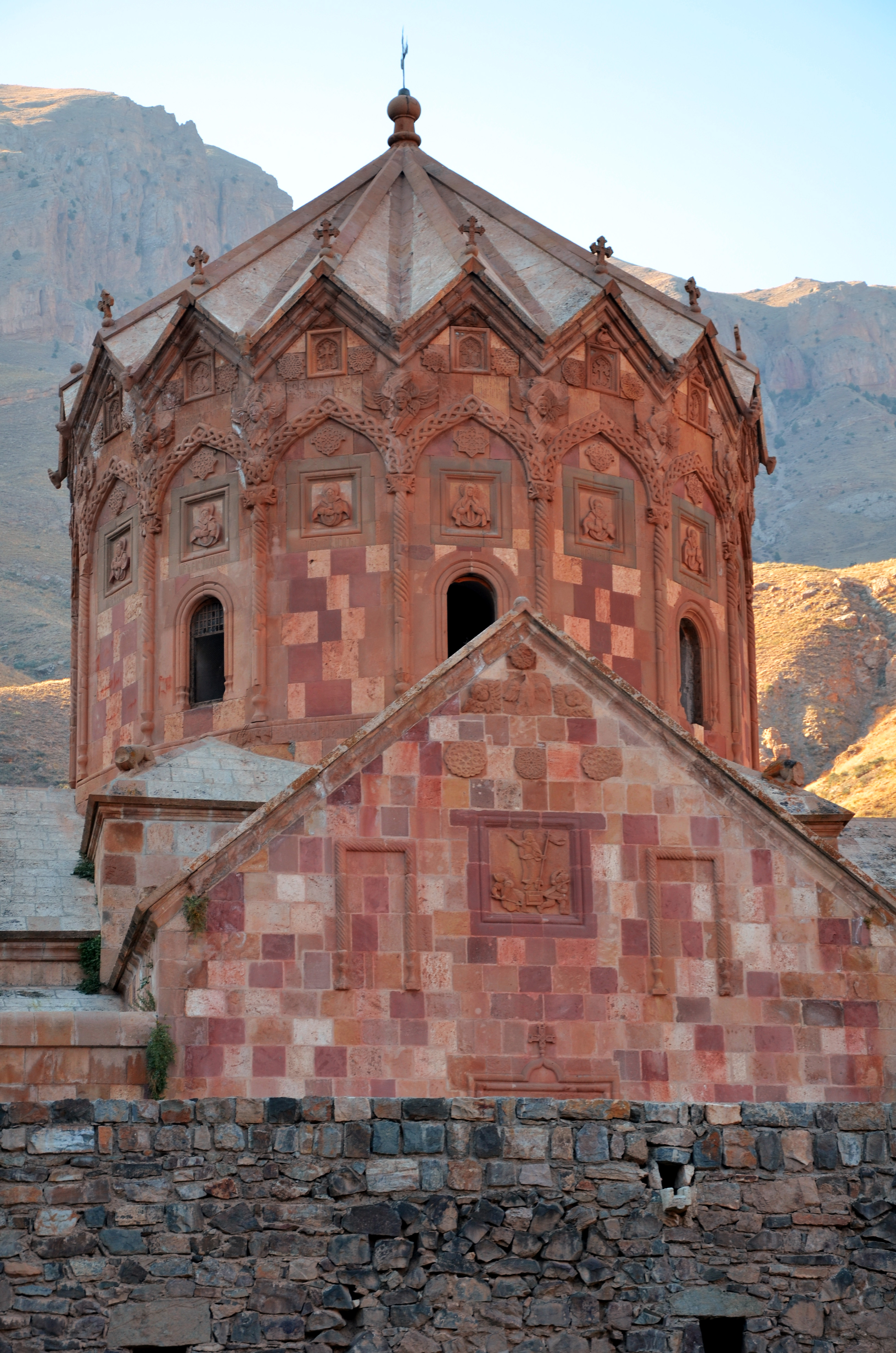